# Labneh

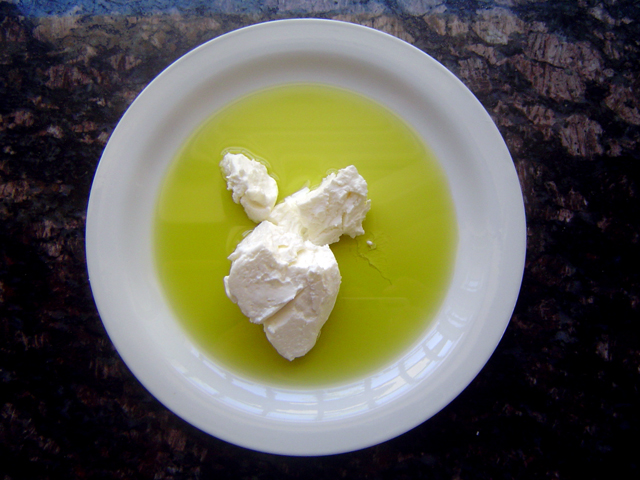
Labneh com azeite.

Labneh (também chamado labaneh, lebnah, labne ou labni, da palavra em língua árabe: لبنة que significa leite), dahi (na Índia e Paquistão), chaka (no Tajiquistão e Uzbequistão), suzme ou süzme (na Turquia e Turquemenistão), iogurte grego (nos Estados Unidos, em Portugal e informalmente chamado no Brasil) ou coalhada seca (no Brasil considerada um tipo de queijo ) é coalhada a que foi removida a maior parte do soro, normalmente por filtragem: a coalhada é colocada dentro de um saco de algodão (ou um pano-de-cozinha) que fica pendurado, pingando o soro.
O labneh é um componente tradicional da culinária do Oriente Médio, Sudeste da Ásia e, em geral, de todos os países que foram parte do Império Otomano. É usado tanto simples, em pão, com doces, ou em molhos como o tzatziki, quanto para se cozinhar, em pratos doces e salgados, já que sua alta concentração de gordura não o deixa talhar em temperaturas mais altas.

## Grécia
O labneh é usado na culinária grega como base para o tzatziki e como sobremesa, servido com mel ou doce de ginja.
Na Grécia, o labneh, como o iogurte em geral, é tradicionalmente feito de leite de ovelha. Mais recentemente, tem-se usado leite de vaca, especialmente na produção industrial.

## Oriente Médio

### O labneh beduíno
O labneh é muito popular na Península Arábica. Além de ser consumido fresco, também o é frito, em formato de bolas, algumas vezes cobertas com ervas ou especiarias, e armazenado em azeite, como antepasto e ingrediente de sanduíches.
Trata-se de uma comida beduína tradicional. O sabor depende muito do tipo de leite usado; o labneh de leite de vaca tem sabor mais leve. A qualidade do azeite também influencia o gosto do labneh. O leite de camela e outros animais é usado no labneh produzido na Arábia Saudita e outros países do Golfo Pérsico.
Apesar de os beduínos consumirem o labneh fresco, também produzem a forma seca, endurecida, que pode ser armazenada. Para isso, o labneh é pressionado dentro de um pano entre duas pedras e depois seco. Este labneh seco é geralmente consumido com khubz (pão árabe) depois de misturado com um pouco de água e sal. Pode também ser enrolada em formato de bolas com a mão direita e comida com kabsa. Torna-se similar aos cubos de queijo tibetanos, o yak.

### Jordânia
Na Jordânia, o labneh é muito comum no café da manhã, em sanduíches e como antepasto. Disponível em duas formas: o macio, que é manufaturado e vendido em largas quantidades nos supermercados, e o consistente ou labneh autêntico, vendido em pequenas lojas em cidades como Gérasa, Ajloun e Queraque. Cada cidade faz o labneh em pequenas fábricas, que também fazem outros produtos como o jameed e o queijo branco salgado. O labneh vendido em azeite acentua seu sabor.

### Líbano
No Líbano, o labneh mais comum é feito de leite de vaca, disponível o ano todo; mas também pode ser feito de leite de cabra, de abril a setembro. Geralmente consumido no café da manhã ou como recheio em sanduíches. Também pode ser servido como um prato leve no jantar. Azeite, vegetais, tomilho ou outras especiarias geralmente são adicionadas nos pratos ou sanduíches. Uma especiaria muito usada para temperar o labneh é o zatar (condimento marcante e tradicional no Líbano).

### Palestina/Israel
Existem muitas marcas e tipos diferentes de labneh nesta região. Ele é vendido simples, em formato de bolas mergulhadas em azeite, ou com zatar e azeite. Geralmente consumido no café da manhã. Também pode ser feito com leite de cabra. E eventualmente pode ser consumido com mel.

## Turquia
Uma variedade mais leve, com mais gordura, chamado de süzme yoğurt ("iogurte seco") ou torba yoğurdu ("mal iogurte") é feita do iogurte a que se removeu o soro.

## ÍndiaePaquistão
Dahi é um tipo de coalhada seca, predominantemente feita de leite de búfalo d´água e muito rico em gordura, e geralmente vendido em pequenos potes de cerâmica não vidrada. Para ser obtida coalhada seca, é mantido algumas horas no pote de cerâmica, o que resfria e reduz a porcentagem de água, pela evaporação pelos poros da cerâmica. Shrikand é uma sobremesa típica feita com labneh e açúcar, açafrão, cardamomo, frutas secas e castanhas, tudo misturado. Em Pashtun, região do Paquistão, uma coalhada seca conhecida como chaka geralmente é consumida com arroz e outras refeições.

## Afeganistãoe Ásia Central
No Afeganistão e Ásia Central (Tadjiquistão e Uzbequistão), a coalhada seca também é chamada de "chaka".
No Turquemenistão, suzme ou süzme é um iogurte sem soro, que pode ser usado diretamente, por exemplo, comido com pão ou numa sopa, ou misturado com água para formar chal, uma bebida refrescante.

## México
A coalhada seca é chamada de "jocoque árabe" no México. Recentemente, tem se tornado mais popular devido a produtores locais de origem libanesa. O nome jocoque é de origem nahuatl, e também é usado para um produto lácteo de origem indígena, similar ao labneh.

## Norte da Europa
A coalhada seca tem se tornado popular na culinária da Escandinávia, sendo as de origem grega e turca (10% menos gordura) uma alternativa aos queijos cremosos. Versões com menos gordura também existem.
Na Dinamarca, existe um tipo de coalhada seca chamada de ymer. Ao contrário da coalhada grega e turca, somente um pouco de soro é drenado no processo.
O ymer é tradicionalmente consumido com adição de ymerdrys (lit. "borrifo de ymer"), uma mistura de pedaços de pão feitos de rugbrød e açúcar mascavo. Como outros tipos de produtos lácteos, o ymer é consumido no café da manhã, coberto com musli e xarope de bordo.

## Estados Unidos
Nos Estados Unidos o termo "iogurte grego" é usado para o labneh e pode ser mais consistente do que o que é feito na própria Grécia, com o uso de agentes espessantes  ou feito da maneira tradicional, baseada no jeito caseiro de se fazer.
O labneh ganhou popularidade devido a dois pontos positivos: duas vezes mais proteína do que o iogurte comum com menores níveis de sódio, carboidratos e açúcar. O processo de secagem que acontece com o labneh não somente remove o soro de leite em excesso, mas também estes três ingredientes. O conteúdo maior de proteínas é atribuído ao fato de que, para fazê-lo, consome-se de 3-4 vezes mais leite do que nos iogurtes convencionais. Também possui mais probióticos ativos, que auxiliam na digestão e melhoram a saúde. Devido ao processo de secagem para remoção do excesso de soro, até mesmo as variedades sem gordura de labneh são espessas e cremosas.
O maior crescimento na indústria de iogurte nos Estados Unidos, que foi de 4,1 bilhões de dólares, provém do "iogurte grego", numa taxa de 123%.